# 플래시 (2023년 영화)
《플래시》(영어: The Flash)는 2023년 개봉한 미국의 슈퍼히어로 영화이다. 앤디 무스키에티가 감독을 맡았으며, DC 코믹스의 캐릭터 플래시를 주인공으로 한 작품이다. DC 확장 유니버스(DCEU)의 12번째 작품이다.
플래시는 2023년 6월 12일 로스앤젤레스에서 초연되었으며, 감독 변경, 코로나19 대유행, 후반 제작 차질로 인해 여러 차례 지연된 후 6월 16일 미국에서 개봉되었다.

## 줄거리
어머니가 살해 당하고 아버지가 누명을 쓰게 됐던 과거의 비극적 사건을 회상하던 배리는 무심결에 스피드 포스를 쓰다가 "크로노볼"을 만들어 문제의 그날로 돌아가게 된다. 배리는 어머니 몰래 어머니가 살해 당할 틈을 만들었던 계기를 제거한다.
다시 현재로 돌아오던 배리는 정체불명의 스피드스터에 의해 강제로 크로노볼에서 튕겨져나와 2013년에 당도하고, 자신의 개입으로 인해 역사가 변해 어머니가 살아있음을 확인한다.
배리는 2013년의 배리를 만나고, 2013년배리가 예전의 자신처럼 번개에 맞게 하는 과정에서 본인의 능력을 잃는다. 조드 장군이 지구를 침략하자 저스티스 리그를 소집하지만 자신이 역사의 흐름을 바꿔놓은 탓에 이들 역시 원래 역사와는 전혀 다른 상황 속에 놓여있다.

## 출연진

### 주연
- 에즈라 밀러/이언 로(아역) - 배리 앨런 / 플래시 역

### 조연
- 마이클 키턴 - 브루스 웨인 / 배트맨 역
- 사샤 카예 - 카라 조엘 / 슈퍼걸 역
- 마이클 섀넌 - 조드 장군 역
- 벤 애플렉 - 브루스 웨인 / 배트맨 역
- 안톄 트라우에 - 파오라울 역
- 키어지 클레먼스 - 아이리스 웨스트 역
- 마리벨 베르두 - 노라 앨런 역
- 론 리빙스턴 - 헨리 앨런 역
- 시어셔모니카 잭슨 - 패티 스피벗 역
- 루디 만쿠소 - 앨버트 데즈먼드 역
- 산지브 바스카 - 데이비드 싱 역
- 루크 브랜던 필드 - 앨 팔코네 역
- 제러미 아이언스 - 앨프리드 페니워스 역
- 테무에라 모리슨 - 토머스 커리 역
- 갈 가도트 - 다이애나 프린스 / 원더우먼 역

### 카메오
- 조지 리브스 - 슈퍼맨 역
- 애덤 웨스트 - 배트맨 역
- 버트 워드 - 로빈 역
- 크리스토퍼 리브 - 슈퍼맨 역
- 헬렌 슬레이터 - 슈퍼걸 역
- 테디 시어스 - 플래시 역
- 니콜라스 케이지 - 슈퍼맨 역
- 조지 클루니 - 브루스 웨인 역
- 제이슨 모모아 - 아서 커리 / 아쿠아맨 역